# Премия Понселе
Премия Понселе Французской академии наук (фр. Prix Poncelet) — приз за значительный вклад в развитие науки, вручавшийся с 1868 года по 1995 год Французской академией наук. Как правило, вручается за работы в области математики или механики (также есть номинации за работы по баллистике, геометрии, гидравлике, электричеству). Средства Фонда Понселе были использованы при учреждении Гранд-медали Французской академии наук в 1997 году.

## Лауреаты
- (1868) Клебш, Альфред
- (1869) Фон Майер, Юлиус Роберт
- (1870) Жордан, Мари Энмон Камиль
- (1871) Буссинеск, Жозеф Валантен
- (1872) Амеде Мангейм
- (1873) Томсон, Уильям (лорд Кельвин)
- (1874) Бресс, Жак
- (1875) Дарбу, Жан Гастон
- (1876) Xavier Kretz[нем.]
- (1877) Лагерр, Эдмон Никола
- (1878) Леви, Морис (математик)
- (1879) Теодор Мутар
- (1880) Анри Леоте[нем.]
- (1881) Шарль Огюст Брио[фр.]
- (1882) Клаузиус, Рудольф Юлиус Эммануэль
- (1883) Галфан, Жорж Анри
- (1884) Jules Hoüel[фр.]
- (1885) Пуанкаре, Анри
- (1886) Пикар, Эмиль
- (1887) Аппель, Поль
- (1888) Коллиньон, Эдуард
- (1889) Гурса, Эдуар
- (1890) Карлос Ибаньес де Иберо[исп.]
- (1891) Мари Жорж Эмбер[англ.]
- (1892) Benjamin Baker[англ.] и Джон Фаулер
- (1893) Gabriel Xavier Paul Koenigs[англ.]
- (1894) Поль Матьё Эрман Лоран[англ.]
- (1895) Victor Gustave Robin[англ.]
- (1896) Пенлеве, Поль
- (1897) Роже Лиувиль[нем.]
- (1898) Адамар, Жак
- (1899) Эжен Косра Eugène Cosserat[англ.]
- (1900) Леон Лекорню
- (1901) Борель, Эмиль
- (1902) Морис д'Окань
- (1903) Гильберт, Давид
- (1904) Дезире Андре[фр.]
- (1905) Charles Lallemand[фр.]*[2]
- (1906) Claude Guichard[нем.]
- (1907) Ренар, Шарль
- (1908) Фредгольм, Эрик Ивар
- (1909) Comte de Sparre[3]
- (1910) Шарль Рикье[нем.][4]
- (1911) Огюст Рато[нем.][5]
- (1912) Эдмон Майе[нем.]
- (1913) Морис Леблан[нем.]
- (1914) Лебег, Анри Леон
- (1915) Charles Rabut[нем.][6]
- (1916) Валле Пуссен, Шарль Жан де ла
- (1917) Jules Andrade[нем.]
- (1918) Лармор, Джозеф
- (1919) Prosper Charbonnier[итал.]
- (1920) Картан, Эли Жозеф
- (1921) Жуге, Эмиль
- (1922) Jules Drach[нем.]
- (1923) Огюст Буланже[нем.]
- (1924) Вессио, Эрнест
- (1925) Denis Eydoux[нем.]
- (1926) Монтель, Поль
- (1927) Вийя, Анри
- (1929) Лиенар, Альфред Мари
- (1932) Брикар, Рауль
- (1936) Леви, Поль
- (1937) Joseph Bethenod[нем.]
- (1938) Мандельбройт, Шолем
- (1939) Henri Bénard[нем.][7]
- (1942) Рене Гарнье[нем.]
- (1945) Альфонс Демулен[нем.]
- (1948) Валирон, Жорж
- (1951) Кампе де Ферье, Жозеф
- (1954) Georges Darmois[нем.]
- (1966) Андре Нерон[нем.]
- (1972) Michel Lazard[нем.]
- (1975) Jean Cea[нем.]
- (1978) Henri Skoda[нем.]
- (1981) Philippe G. Ciarlet[нем.]
- (1987) Pierre Ladeveze[нем.]
- (1990) Jean-Yves Girard[нем.]
- (1993) Marie Farge[нем.]
- (1995) Yves Le Jan[нем.]